# Skaittivaarri
Skaittivaarri är ett berg i Finland. Det ligger i Enontekis i landskapet Lappland, i den norra delen av landet, 1 000 km norr om huvudstaden Helsingfors. Toppen på Skaittivaarri är 601 meter över havet.
Terrängen runt Skaittivaarri är huvudsakligen platt.  Trakten runt Skaittivaarri är nära nog obefolkad, med mindre än två invånare per kvadratkilometer. Det finns inga samhällen i närheten. Omgivningarna runt Skaittivaarri är i huvudsak ett öppet busklandskap.